# Джон Ліндлі

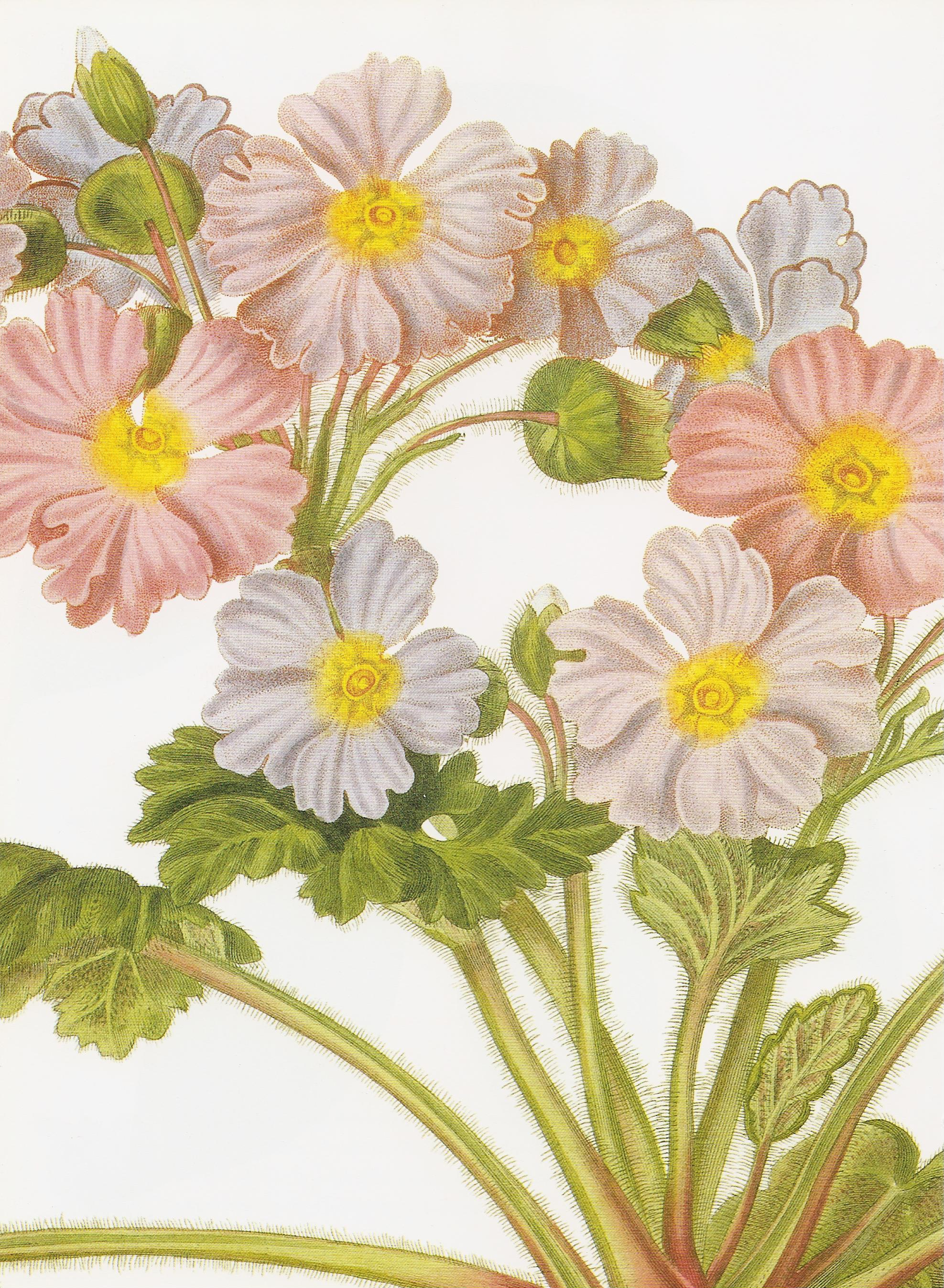
Ботанічна ілюстрація з книги Ліндлі Collectanea botanica, 1821

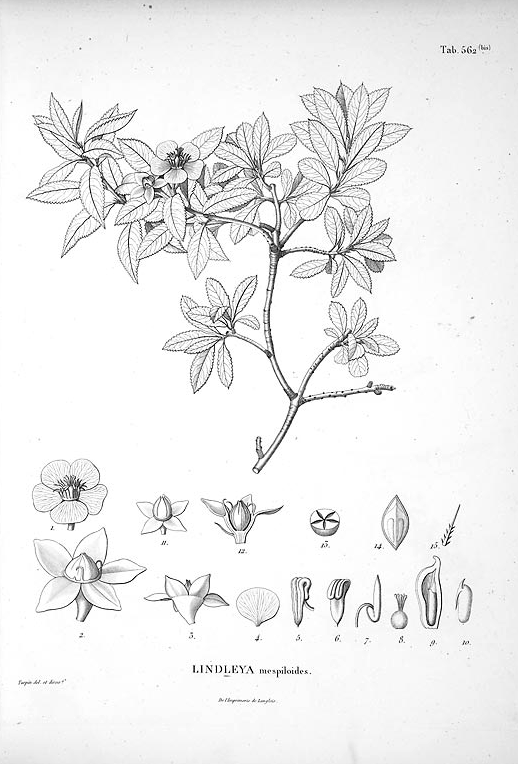
Ботанічна ілюстрація з книги Гумбольдта, Бонплан і Кунта Nova genera et species plantarum … Vol. 6, 1815—1825

Джон Лі́ндлі (Ліндлі) (англ. John Lindley; 8 лютого 1799 — 1 листопада 1865) — британський ботанік.

## Шлях в науці
З молодих років став вивчати ботаніку; з 1829 по 1860 роки був професором ботаніки у Лондонському університеті.
Крім того, упродовж 40 років був секретарем Лондонського товариства садівництва.
Свою наукову діяльність розпочав виданням (1820 року) монографії троянд («Rosarum Monographia», з 19 таблицями), наступного року почав друкувати "Collectanea Botanica "(I—VIII).

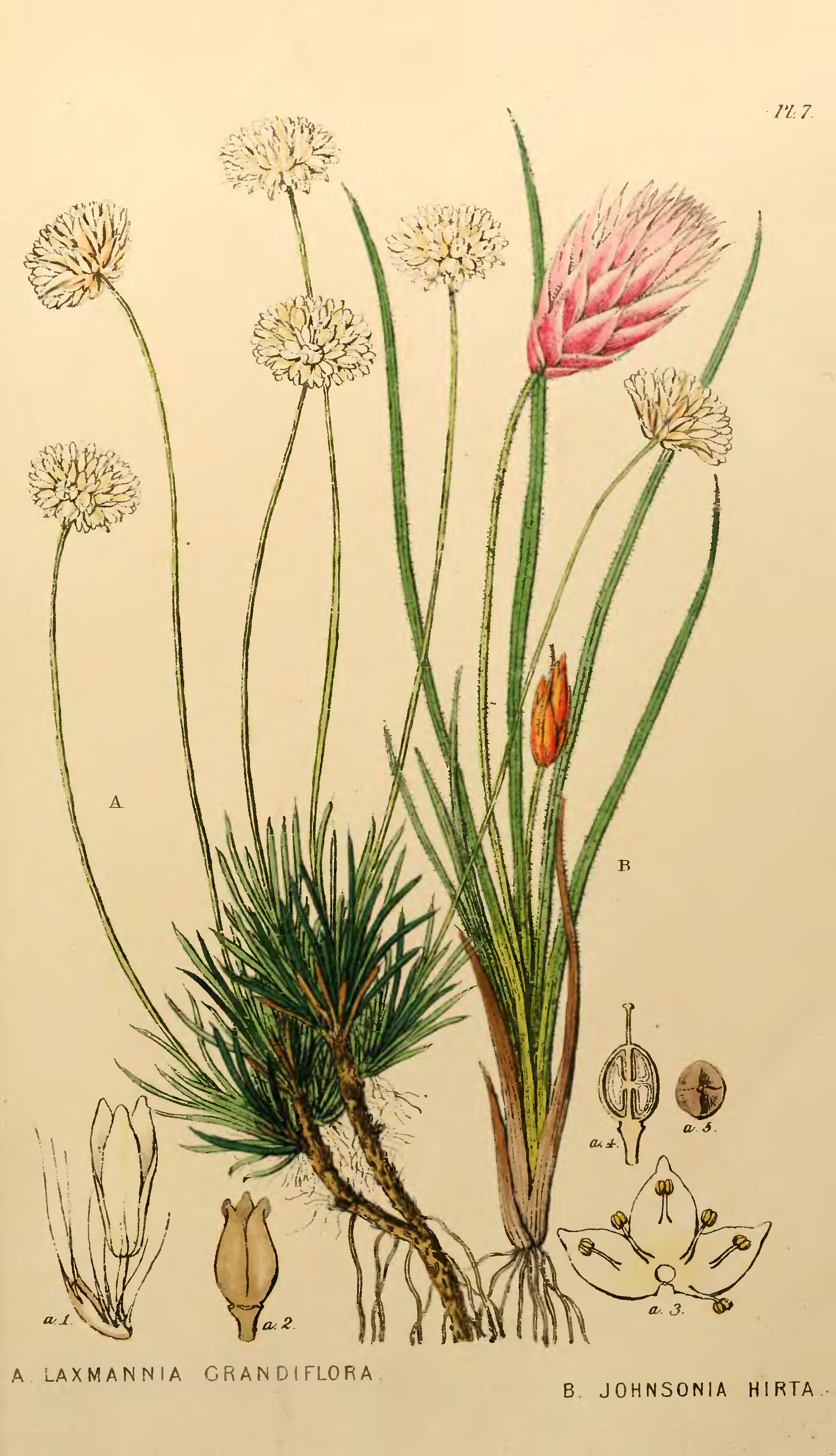
Laxmannia grandiflora і Johnsonia pubescens. Ботанічна ілюстрація зі статті Ліндлі A sketch of the vegetation of the Swan River Colony, 1839

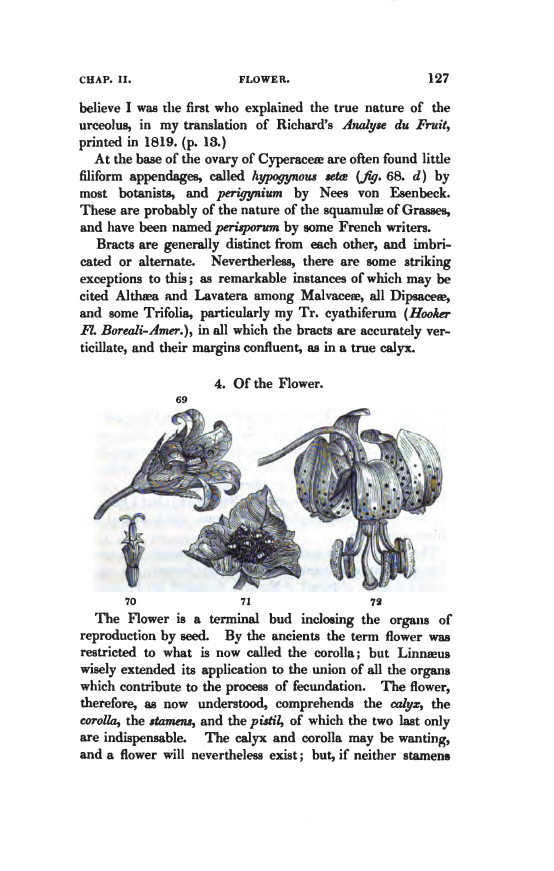
Типи квіток. Малюнок з книги Джона Ліндлі An introduction to botany, 1835

Ліндлі спочатку прийняв систему класифікації рослин Декандоля, але потім у роботі The vegetable Kingdom, ґрунтуючись на нових дослідженнях, запропонував свою класифікацію, що складалася із 7 класів, 56 поєднань, або перехідних сполучних груп, та 303 родин. Під ім'ям корнеродних (Rhizogenes) Ліндлі згрупував паразитуючі безхлорофілові рослини; під сітчастими (Dictyogenes) зібрав ті з однодольних, які за листям і зовнішнім виглядом мають схожість з дводольними; нарешті, голонасінні, або хвойні (Gymnospermes), перейменував у Gymnogenes (голородні).

## Друковані праці
- Digitalium Monographia, Лондон, 1821, з 28 таблицями (лат.)
- John Lindley. Collectanea botanica, or Figures and Botanical Illustrations of rare and curious Exotic Plants. — London, 1821.
- Synopsis of the British Flora, 1829 (англ.)
- John Lindley. An introduction to botany by John Lindley etc. Second edition, with corrections and numerous additions. — Longman, Rees, Orme, Brown, Green and Longman, 1835. — 833 с.(англ.) 3 вид. — 1839
- John Lindley.  — Longman, Rees, Orme, Brown, Green and Longman, 1836. Архівовано з джерела 8 липня 2014(англ.) — в цьому творі, відомішому під назвою A Natural System of Botany, Ліндлі виклав свою систему рослинного царства
- First principles of Botany (англ.); пізніше цей твір (у 1852 році вийшло сьоме видання) з'явилося під заголовком Elements of Botany
- John Lindley.  — Ridgways, Piccadilly, 1835. Архівовано з джерела 20 квітня 2019(англ.)
- The fossil Flora of Great Britain-, Лондон, 1831—1837 (англ.)
- Nixus plantarum ", Лондон, 1833 (лат.)
- Flora medica, 1838 (лат.)
- Sertum orchidaceum, 1838 (лат.)
- John Lindley. A sketch of the vegetation of the Swan River Colony. — 1839.
- The theory of horticulture, 1840 (англ.)
- Pomologia Britannica, 1841 (лат.)
- The vegetable Kingdom, Лондон, 1845—1847 (англ.)
- The flower garden, Лондон, 1851—1853 (англ.)

## На честь і пам'ять
Кунт на честь Ліндлі назвав рід рослин Ліндлея (Lindleya) Kunth, nom. cons., що належить до родини Розові.

## Рослини, описані Ліндлі
- Acineta humboldtii   Lindl.
- Pinus alpucensis   Lindl.
- Byblis gigantea   Lindl.